# Altavilla Milicia
Altavilla Milicia település Olaszországban, Szicília régióban, Palermo megyében. Lakosainak száma 8668 fő (2023. január 1.). Altavilla Milicia Trabia és Casteldaccia községekkel határos.

## Népesség
A település népességének változása:
| Lakosok száma | 8285 | 8340 | 8668 |
|               | 2017 | 2018 | 2023 |